# Ambitus

Sopraan

Alt

Tenor

Bas

Onder ambitus of tessituur (of soms ook bereik of toonomvang genoemd) wordt in de muziek verstaan: het frequentiebereik van een muziekinstrument, zangstem, of tonenreeks, dat wil zeggen, de omvang van het aantal speelbare tonen. Het begrip tessituur is afgeleid van het Italiaanse woord tessitura, dat 'de weverij'; 'het weven' betekent, maar ook 'toonbereik'.

## Bereik van verschillende instrumenten
- De beiaard heeft, naargelang het aantal klokken, een bereik van twee tot vier octaven
- De dwarsfluit heeft een ambitus van meer dan 3 octaven.
- De elektrische gitaar (Stratocaster) heeft een bereik van 3 octaven plus een grote sext.
- De ambitus van de contrabas ligt voor een solist rond de 5 à 6 octaven.
- De pedaalharp heeft een ambitus van 6 2/3 octaaf, van 1Ces tot fis4 of gis4.
- De meeste piano's hebben 88 toetsen, met een bereik van A0 tot C8, dat is een ambitus van 7 octaven plus een kleine terts.